# Theerathon Bunmathan
Theerathon Bunmathan (tiếng Thái: ธีราทร บุญมาทัน, RTGS: Thirathon Bunmathan, phát âm [tʰīː.rāː.tʰɔ̄ːn būn.māː.tʰān], sinh ngày 6 tháng 2 năm 1990), còn được biết đến với tên đơn giản Aum (tiếng Thái: อุ้ม, RTGS: Um, phát âm [ʔûm]), là một cầu thủ bóng đá chuyên nghiệp người Thái Lan thi đấu ở vị trí hậu vệ cánh trái cho câu lạc bộ Buriram United ở Thai League, và hiện đang là đội trưởng của đội tuyển quốc gia Thái Lan.
Nhờ nhãn quan chiến thuật tốt, anh đôi khi cũng thi đấu ở vị trí tiền vệ. Được xem là một trong những cầu thủ xuất sắc nhất Đông Nam Á, Theerathon là cầu thủ Thái Lan đầu tiên giành chức vô địch J-League, giải đấu hạng cao nhất của bóng đá Nhật Bản.

## Sự nghiệp câu lạc bộ

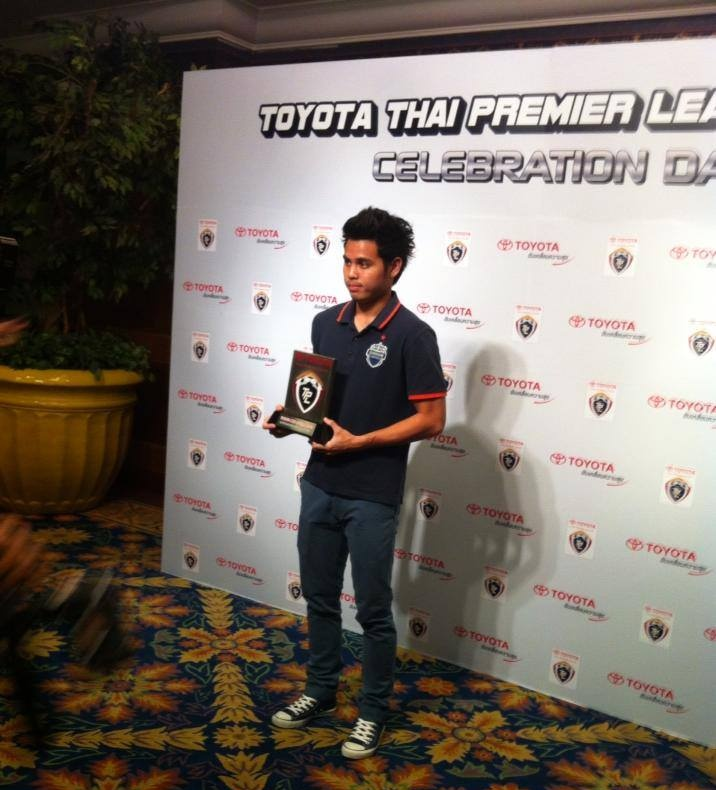
Theerathon ở lễ trao giải thưởng của Thai League năm 2013

### Ở Thái Lan
Gia nhập Buriram United từ khi còn là một tài năng trẻ, Theerathon đá chính gần như mọi trận đấu cho đội nhờ phong độ cao và ổn định qua nhiều mùa giải, cùng Buriram bốn lần vô địch Thai League và một lần lọt vào tứ kết AFC Champions League năm 2013. Theerathon là một phần quan trọng trong thành công của Buriram United; những cú sút phạt với độ xoáy khó lường của anh đã kiến tạo và ghi nhiều bàn thắng cho câu lạc bộ. Cú sút phạt của Theerathon vào lưới FC Seoul ở AFC Champions League 2013 đã giúp Buriram lọt vào vòng loại trực tiếp của giải C1 châu Á. Ngoài ra, pha ghi bàn của anh từ chấm đá phạt góc làm tung lưới Gamba Osaka ở AFC Champions League 2015 đã được vinh danh ở cuộc bầu chọn Bàn thắng đẹp nhất từ các pha đá phạt trong lịch sử của giải đấu số một châu Á cấp câu lạc bộ.
Tại Thai League mùa 2013, Theerathon đã ghi 3 bàn vào lưới BEC Tero Sasana, Chonburi và Ratchaburi Mitr Phol.
Vào tháng 5 năm 2016, sau sáu năm gắn bó với Buriram United, Theerathon gia nhập đối thủ truyền kiếp Muangthong United vào tháng sau theo hợp đồng 5 năm với kỷ lục mọi thời đại về mức phí chuyển nhượng của giải Thai League 1: 35 triệu Baht. Kỷ lục đó đã sớm bị phá vào ngày 2 tháng 11 năm 2016 bởi đồng đội của anh trên ĐTQG Tanaboon Kesarat. Phí chuyển nhượng không được tiết lộ nhưng ước tính vào khoảng 50 triệu Baht. Theerathon cùng đồng đội Chanathip Songkrasin đều tỏa sáng tại AFC Champions League 2017, giúp Muangthong vượt qua vòng bảng giải đấu.
Vào tháng 12 năm 2021, sau bốn năm rời Thái Lan để sang Nhật Bản thi đấu, Theerathon đã hồi hương trở lại đội bóng cũ Buriram United sau khi không còn được trọng dụng ở Yokohama F. Marinos.

### Ở Nhật Bản

#### Vissel Kobe
Ở mùa giải 2018, trong nỗ lực tạo cơ hội cho các cầu thủ Thái Lan đến Nhật Bản thử sức, Theerathon được Muangthong đem cho câu lạc bộ Vissel Kobe mượn để thi đấu tại J.League trong một mùa giải, điều này giúp Theerathon có cơ hội được thi đấu cùng những đồng đội đẳng cấp như Lukas Podolski, David Villa và Andres Iniesta. Hậu vệ 28 tuổi lúc này đã đoạt mọi vinh quang ở Thái Lan, với 25 danh hiệu cùng Buriram và Muangthong, kèm theo nhiều giải thưởng cá nhân khác.
Những ngày đầu ở Vissel Kobe, Theerathon không được thi đấu, lại sống trong nền văn hoá khác biệt và ngôn ngữ xa lạ.  Anh thừa nhận rằng sau những buổi tập đầu tiên, anh rất cô đơn, và không thể nói chuyện với ai, lại nhớ nhà và gia đình. Nhưng sau vài tuần, mọi thứ trở lại quỹ đạo vốn có của cầu thủ này. Anh cố gắng học hỏi cách di chuyển của những hậu vệ trái khác trong đội, cố gắng hiểu được lối chơi và văn hoá bóng đá Nhật Bản để sớm hòa nhập với đội bóng mới.
Mùa đó, Theerathon đã chơi 28 trong 34 trận ở J-League, và 35 trận trên mọi đấu trường, giúp đội bóng cán đích thứ 10. Mặc dù Vissel Kobe không gia hạn hợp đồng với anh, việc trải qua một mùa giải ở J.League đã tạo bước đà để Theerathon thi đấu thành công ở Yokohama F. Marinos.

#### Yokohama F. Marinos
Vào tháng 1 năm 2019, câu lạc bộ Yokohama F. Marinos đã đạt được thỏa thuận mượn Theerathon từ Muangthong United để thi đấu tại J-League 2019, giúp anh có thêm một mùa giải được thi đấu ở giải đấu cao nhất Nhật Bản. Đến tháng 3 năm 2019, Theerathon có trận đấu ra mắt cho câu lạc bộ trong cuộc tiếp đón Kawasaki Frontale trên sân nhà, trận đấu kết thúc với tỷ số hòa 2–2.
Mùa giải 2019 chứng kiến phong độ chói sáng của Theerathon ở J-League. Tháng 7 năm 2019, Theerathon được vinh danh trong Đội hình xuất sắc nhất vòng đấu của J.League khi anh giúp đội nhà đánh bại Vissel Kobe, đội bóng cũ của anh với tỷ số 2–0. Vào ngày 31 tháng 8 năm 2019, Theerathon ghi bàn thắng đầu tiên ở J.League giúp Yokohama thắng Gamba Osaka với tỷ số 3–1 và đến ngày 7 tháng 12 năm 2019, trong trận đấu cuối cùng của mùa giải, Theerathon ghi 1 bàn và có 1 kiến tạo, giúp Yokohama mở tỷ số trong trận thắng 3-0 trước FC Tokyo, qua đó trở thành cầu thủ Thái Lan đầu tiên vô địch J.League. Trong cả mùa giải, Theerathon ghi ba bàn sau 30 trận ra sân.
Vào tháng 12 năm 2019, Theerathon đã ký hợp đồng dài hạn với Yokohama F. Marinos, khiến anh trở thành cầu thủ chính thức của Yokohama F. Marinos từ tháng 12 năm 2019. Vào cuối mùa giải 2020, Theerathon đã được chọn bởi Liên đoàn Thống kê và Lịch sử Bóng đá Quốc tế (IFFHS) cho đội hình tiêu biểu của AFC năm 2020 cùng với Minamino Takumi, Son Heung-min và Sardar Azmoun và là cầu thủ duy nhất của Đông Nam Á góp mặt trong đội hình tiêu biểu này.

## Sự nghiệp quốc tế

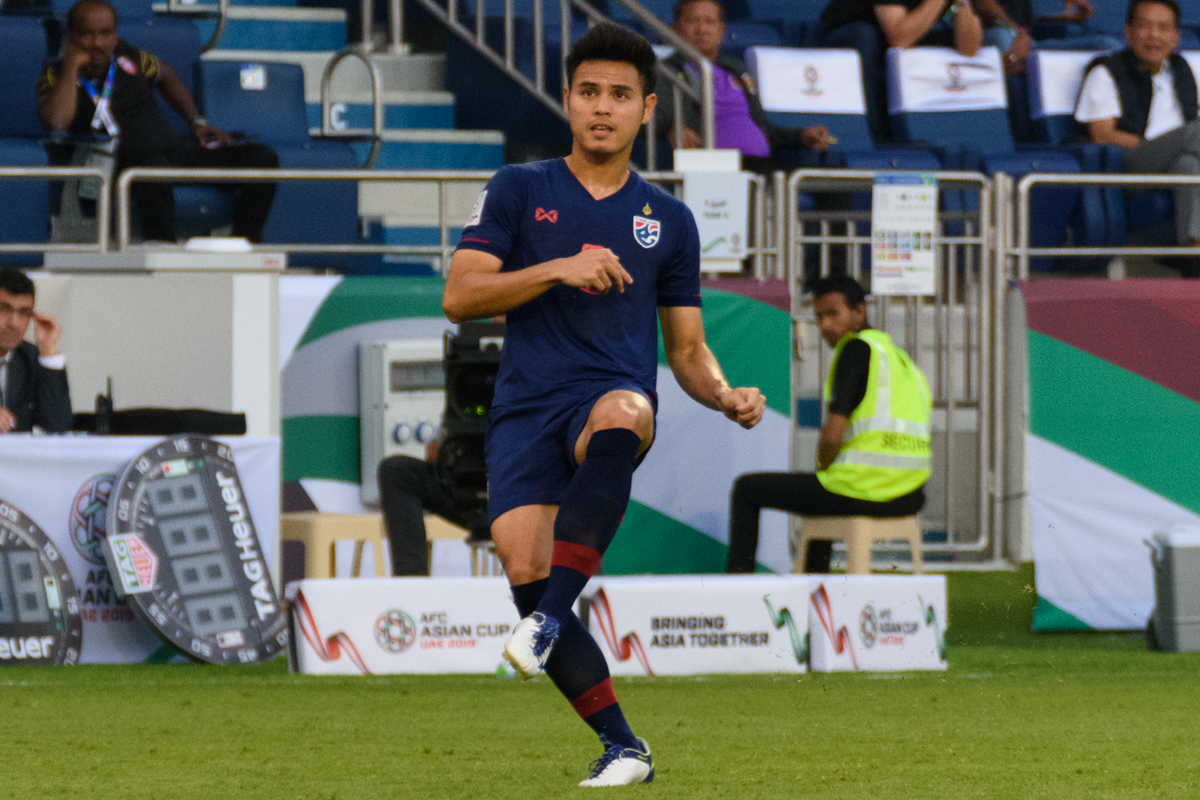
Theerathon thi đấu cho đội tuyển Thái Lan năm 2019

Ngày 11 tháng 11 năm 2011, Theerathon đã góp mặt trong trận đấu với đội chủ nhà Ả Rập Xê Út ở vòng loại World Cup 2014 và nhận một thẻ đỏ ở phút thứ 90, khi Thái Lan đang bị dẫn 0-3. Sau trận đấu đó, anh đã sang Indonesia để thi đấu cho đội U-23 Thái Lan ở SEA Games 2011. Ngày 13 tháng 11, chỉ hai ngày sau khi thi đấu cho ĐTQG, anh có tên trong đội hình xuất phát của U-23 Thái Lan trong cuộc chạm trán với chủ nhà Indonesia và nhận một thẻ vàng từ rất sớm. Đến phút thứ 11, Theerathon dính thẻ vàng thứ hai do hành vi tiểu xảo lộ liễu và bị truất quyền thi đấu, qua đó trở thành cầu thủ đầu tiên của bóng đá Thái Lan nhận hai thẻ đỏ chỉ trong vòng ba ngày. Việc Theerathon sớm rời sân khiến Thái Lan mất thế trận và để thua Indonesia 1-3, qua đó sớm bị loại ngay từ vòng bảng.
Theerathon tiếp tục thi đấu cho U-23 Thái Lan tại SEA Games 2013 và được lựa chọn làm đội trưởng cho giải đấu. Đây là giải đấu mà U-23 Thái Lan đã giành tấm huy chương vàng.
Tháng 5 năm 2015, Theerathon lần đầu được mang băng đội trưởng cho ĐTQG ở vòng loại World Cup 2018 trong trận đấu trên sân nhà gặp Việt Nam. Đến tháng 10 năm đó, anh đã ghi bàn ấn định chiến thắng 3-0 trước Việt Nam trên sân Mỹ Đình ở giai đoạn lượt về của vòng loại.
Theerathon được HLV Milovan Rajevac triệu tập vào ĐTQG để thi đấu ở Cúp bóng đá châu Á 2019. Đây là giải đấu mà Thái Lan đã lọt vào vòng 1/8.
Theerathon chỉ chơi bốn trận đấu ở vòng loại World Cup 2022 và ghi 1 bàn thắng trước Indonesia. Tuy nhiên, anh đã sút hỏng quả phạt đền trong trận hòa Việt Nam 0-0 tại Mỹ Đình, gián tiếp khiến Thái Lan gặp bất lợi ở vòng loại. Đến năm 2021, Theerathon xin không tập trung cùng đội tuyển để thi đấu ba trận đấu còn lại của vòng loại World Cup 2022, vì lo ngại chính sách cách ly phòng đại dịch COVID-19 của Nhật Bản sẽ ảnh hưởng tới cơ hội thi đấu của anh ở J-League.
Tháng 1 năm 2023, Theerathon được trao danh hiệu Cầu thủ xuất sắc nhất AFF Cup 2022 sau khi giúp Thái Lan lần thứ bảy lên ngôi vô địch khu vực, cũng là chức vô địch AFF Cup thứ ba trong sự nghiệp của cá nhân anh. Theerathon cũng là người ghi bàn thắng duy nhất trong trận chung kết lượt về trước Việt Nam bằng một cú sút xa hiểm hóc bằng chân không thuận.

## Thống kê sự nghiệp

### Thống kê câu lạc bộ
Tính đến 29 tháng 12 năm 2021
| Thành tích câu lạc bộ | Thành tích câu lạc bộ | Thành tích câu lạc bộ | Giải vô địch | Giải vô địch | Cúp     | Cúp       | Cúp Liên đoàn | Cúp Liên đoàn | Châu lục | Châu lục  | Tổng cộng | Tổng cộng |
| Mùa giải              | Câu lạc bộ            | Giải vô địch          | Số trận      | Bàn thắng    | Số trận | Bàn thắng | Số trận       | Bàn thắng     | Số trận  | Bàn thắng | Số trận   | Bàn thắng |
| --------------------- | --------------------- | --------------------- | ------------ | ------------ | ------- | --------- | ------------- | ------------- | -------- | --------- | --------- | --------- |
| 2010                  | Buriram United        | Thai League 1         | 26           | 0            | 2       | 0         | 0             | 0             | 0        | 0         | 28        | 0         |
| 2011                  | Buriram United        | Thai League 1         | 33           | 1            | 5       | 0         | 7             | 0             | 0        | 0         | 45        | 1         |
| 2012                  | Buriram United        | Thai League 1         | 30           | 5            | 5       | 0         | 8             | 0             | 6        | 0         | 49        | 5         |
| 2013                  | Buriram United        | Thai League 1         | 30           | 3            | 5       | 1         | 5             | 1             | 10       | 1         | 50        | 6         |
| 2014                  | Buriram United        | Thai League 1         | 33           | 2            | 2       | 1         | 7             | 0             | 6        | 1         | 48        | 4         |
| 2015                  | Buriram United        | Thai League 1         | 32           | 3            | 6       | 1         | 6             | 0             | 6        | 2         | 50        | 6         |
| 2016                  | Buriram United        | Thai League 1         | 9            | 1            | 0       | 0         | 0             | 0             | 6        | 0         | 15        | 1         |
| 2016                  | Muangthong United     | Thai League 1         | 12           | 2            | 1       | 0         | 3             | 0             | -        | -         | 16        | 2         |
| 2017                  | Muangthong United     | Thai League 1         | 30           | 7            | 5       | 0         | 5             | 1             | 8        | 1         | 48        | 9         |
| 2018                  | Muangthong United     | Thai League 1         | 0            | 0            | 0       | 0         | 0             | 0             | 2        | 1         | 2         | 1         |
| 2018                  | Vissel Kobe           | J1 League             | 28           | 0            | 3       | 0         | 4             | 0             | —        | —         | 35        | 0         |
| 2019                  | Yokohama F. Marinos   | J1 League             | 25           | 3            | 1       | 0         | 4             | 0             | —        | —         | 30        | 3         |
| 2020                  | Yokohama F. Marinos   | J1 League             | 26           | 0            | —       | —         | 1             | 0             | 6        | 1         | 33        | 1         |
| 2021                  | Yokohama F. Marinos   | J1 League             | 27           | 0            | 1       | 0         | 3             | 0             | —        | —         | 31        | 0         |
| Tổng cộng sự nghiệp   | Tổng cộng sự nghiệp   | Tổng cộng sự nghiệp   | 351          | 27           | 36      | 3         | 53            | 2             | 50       | 7         | 490       | 39        |

| Đội tuyển bóng đá Thái Lan | Đội tuyển bóng đá Thái Lan | Đội tuyển bóng đá Thái Lan |
| Năm                        | Trận                       | Bàn                        |
| -------------------------- | -------------------------- | -------------------------- |
| 2010                       | 3                          | 0                          |
| 2011                       | 1                          | 0                          |
| 2012                       | 7                          | 1                          |
| 2013                       | 3                          | 0                          |
| 2014                       | 0                          | 0                          |
| 2015                       | 11                         | 3                          |
| 2016                       | 16                         | 1                          |
| 2017                       | 6                          | 0                          |
| 2018                       | 5                          | 0                          |
| 2019                       | 12                         | 1                          |
| 2021                       | 2                          | 0                          |
| 2022                       | 12                         | 0                          |
| 2023                       | 18                         | 1                          |
| 2024                       | 5                          | 0                          |
| Tổng cộng                  | 101                        | 7                          |

## Bàn thắng quốc tế

### U-23
| #  | Ngày                 | Địa điểm             | Đối thủ | Tỉ số | Kết quả     | Giải đấu |
| -- | -------------------- | -------------------- | ------- | ----- | ----------- | -------- |
| 1. | 16 tháng 11 năm 2013 | Chiang Mai, Thái Lan | Uganda  | 6–0   | Chiến thắng | Giao hữu |

### Đội tuyển quốc gia
Danh sách bàn thắng và kết quả của Thái Lan xếp trước.
| #  | Ngày                 | Địa điểm                                           | Đối thủ   | Tỉ số | Kết quả | Giải đấu                 |
| -- | -------------------- | -------------------------------------------------- | --------- | ----- | ------- | ------------------------ |
| 1. | 13 tháng 12 năm 2012 | Sân vận động Supachalasai, Băng Cốc, Thái Lan      | Malaysia  | 2–0   | 2–0     | AFF Cup 2012             |
| 2. | 8 tháng 9 năm 2015   | Sân vận động Rajamangala, Băng Cốc, Thái Lan       | Iraq      | 1–2   | 2–2     | Vòng loại World Cup 2018 |
| 3. | 9 tháng 10 năm 2015  | Sân vận động Rajamangala, Băng Cốc, Thái Lan       | Hồng Kông | 1–0   | 1–0     | Giao hữu                 |
| 4. | 13 tháng 10 năm 2015 | Sân vận động Quốc gia Mỹ Đình, Hà Nội, Việt Nam    | Việt Nam  | 3–0   | 3–0     | Vòng loại World Cup 2018 |
| 5. | 8 tháng 12 năm 2016  | Sân vận động Rajamangala, Băng Cốc, Thái Lan       | Myanmar   | 2–0   | 4–0     | AFF Cup 2016             |
| 6. | 10 tháng 9 năm 2019  | Sân vận động Gelora Bung Karno, Jakarta, Indonesia | Indonesia | 2–0   | 2–0     | Vòng loại World Cup 2022 |
| 7. | 16 tháng 1 năm 2023  | Sân vận động Thammasat, Pathum Thani, Thái Lan     | Việt Nam  | 1–0   | 1–0     | AFF Cup 2022             |

## Danh hiệu

### Câu lạc bộ
Buriram United
- Giải bóng đá Ngoại hạng Thái Lan (5): 2011, 2013, 2014, 2015, 2021–22
- Cúp FA Thái Lan (5): 2011, 2012, 2013, 2015, 2021–22
- Cúp Liên đoàn bóng đá Thái Lan (5): 2011, 2012, 2013, 2015, 2021–22
- Cúp Ngoại hạng Toyota (3): 2012, 2014, 2016
- Cúp Hoàng gia Kor (4): 2013, 2014, 2015 2016
- Giải bóng đá vô địch các câu lạc bộ sông Mê Kông (1): 2015

Muangthong United
- Giải bóng đá Ngoại hạng Thái Lan (1): 2016
- Cúp Liên đoàn bóng đá Thái Lan (2): 2016, 2017
- Siêu Cúp Thái Lan (1): 2017
- Giải bóng đá vô địch các câu lạc bộ sông Mê Kông (1): 2017

Yokohama F. Marinos
- J1 League (1): 2019

### Quốc tế
U-23 Thái Lan
- Đại hội Thể thao Đông Nam Á  Huy chương Vàng (1); 2013

Thái Lan
- Giải vô địch bóng đá Đông Nam Á (3): 2016, 2020, 2022
- Cúp Nhà vua (Thái Lan) (2): 2016, 2017

### Cá nhân
- Giải bóng đá Ngoại hạng Thái Lan Cầu thủ xuất sắc nhất tháng (1): tháng 10 năm 2013
- Giải bóng đá Ngoại hạng Thái Lan Cầu thủ xuất sắc nhất năm (1): 2013